# Mugi Kadowaki
Mugi Kadowaki (門脇 麦?, Kadowaki Mugi; Tokyo, 10 agosto 1992) è un'attrice giapponese.

## Filmografia

### Cinema
- SchoolGirl Complex (スクールガール・コンプレックス?), regia di Yuichi Onuma (2013)
- Ai no uzu (愛の渦?), regia di  Daisuke Miura (2014)
- Yamikin Ushijima-kun Part2 (闇金ウシジマくん Part2?), regia di Masatoshi Yamaguchi (2014)
- Shanti deizu 365 nichi, shiawasena kokyu (シャンティ・デイズ ３６５日、幸せな呼吸?), regia di Koto Nagata (2014)
- Agein 28 nenme no koshien (アゲイン 28年目の甲子園?), regia di Sumio Omori (2015)
- Gassoh (合葬?), regia di Tatsuo Kobayashi (2015)
- Taiyo (太陽?), regia di Yu Irie (2016)
- Nijyuu seikatsu (二重生活?), regia di Yoshiyuki Kishi (2016)
- Ōkami shōjo to kuro ōji (オオカミ少女と黒王子?), regia di Ryuichi Hiroki (2016)
- Juushi no yoru (14の夜?), regia Shin Adachi (2016)
- Karera ga honki de amu toki wa (彼らが本気で編むときは?), regia di Naoko Ogigami (2017)
- Kodomo tsukai (こどもつかい?), regia di Takashi Shimizu (2017)
- Sekai wa kyou kara kimi no mono (世界は今日から君のもの?), regia di Masaya Ozaki (2017)
- Hanagatami (花筐?), regia di Nobuhiko Obayashi (2017)
- Namiya zakkaten no kiseki (ナミヤ雑貨店の奇蹟?), regia di Ryuichi Hiroki (2017)
- Sunny / 32 (サニー/32?), regia di Kazuya Shiraishi (2018)
- Tomerareru ka, oretachi o ( 止められるか、俺たちを?), regia di Kazuya Shiraishi (2018)
- Koko wa taikutsu mukae ni kite (ここは退屈迎えに来て?), regia di Ryuichi Hiroki (2018)
- Chiwawa-chan (チワワちゃん?), regia di Ken Ninomiya (2019)
- Samurai Marathon - I sicari dello shogun (サムライマラソン?), regia di Bernard Rose (2019)
- Sayonara kuchibiru (さよならくちびる?), regia di Akihiko Shiota (2019)

### Televisione
- Dai ni gakusho (第二楽章?) – serie TV (2013)
- Black President (ブラック・プレジデン?) – serie TV (2014)
- Serafuku to uchujin (セーラー服と宇宙人?) (2014)
- Kageri yuku natsu (翳りゆく夏?£) – serie TV (2015)
- Sachi to Mayu (佐知とマユ?) – film TV (2015)
- Mare (まれ?) – serie TV (2015)
- Tantei no tantei (探偵の探偵?) – serie TV (2015)
- Josei sakka mysteries utsukushiki mitsu no uso (女性作家ミステリーズ 美しき三つの嘘?) – film TV (2016)
- Hibana (火花?) – serie TV (2016)
- Montage (モンタージュ 三億円事件奇譚?) – film TV (2016)
- Omukae desu (お迎えデス?) – serie TV (2016)[3]
- Reverse (リバース?) – serie TV (2017)
- Etchan (悦ちゃん?) – serie TV (2017)
- Todome no seppun (トドメの接吻?) – serie TV (2018)
- Kirin ga kuru (麒麟がくる?) – serie TV (2020)

## Riconoscimenti
- Elan d'or Awards
  - 2018 – Newcomer of the Year[4]
- Nikkan Sports Film Awards
  - 2018 – Candidatura come Miglior attrice per Tomerareru ka, oretachi o[5]
- Mainichi Film Concours
  - 2019– Candidatura come Miglior attrice per Tomerareru ka, oretachi o
- Blue Ribbon Awards
  - 2019 – Miglior attrice per Tomerareru ka, oretachi o
- Tokyo Sports Film Awards
  - 2019 – Candidatura come Miglior attrice per Tomerareru ka, oretachi o
- Yokohama Film Festival
  - 2020 – Miglior attrice per Sayonara kuchibiru